# La investigación
La investigación (Śledztwo) es una novela policíaca, de misterio y de ciencia ficción del escritor polaco Stanisław Lem. Escrita en 1957 y 1958, apareció ese último año por entregas en el semanario de noticias Przekrój, con sede entonces en Cracovia. Como libro, fue publicada en 1959 por la Editorial del Ministerio de Defensa (Wydawnictwo Ministerstwa Obrony Narodowej; hoy, Bellona), de Varsovia.
En La investigación, el protocolo habitual de las narraciones policíacas y de misterio se cambia por un rompecabezas metafísico en el que no faltan rasgos kafkianos puestos al día. Como ocurre en casi toda la obra literaria de Lem, bajo la trama se plantean cuestiones epistémologicas: por ejemplo, ¿cuál es el cometido de la investigación científica?; ¿en qué contribuye a ese objetivo que haya explicaciones competentes? Aparece también en la novela un motivo que después será recurrente en la obra del autor polaco: las observaciones están compuestas por características que son más bien del ente que observa que de lo observado.

## Trama
En el típico Londres invadido por la niebla, se tiene noticia de que comienzan a desaparecer cadáveres recientes de mortuorios y cementerios rurales cercanos a la capital.
El inspector jefe Sheppard, de Scotland Yard, encarga al joven teniente Gregory la investigación del caso. Al principio parece que los cuerpos están siendo sustraídos por un maníaco; pero más adelante, a partir de las deducciones del biólogo y estadístico Sciss, que suponen una relación entre las desapariciones y la tasa de cáncer y tienen en cuenta que la distribución de los hechos se corresponde con un patrón geométrico, la única solución que puede plantearse es que los cádaveres están reviviendo. No obstante, el teniente Gregory sospecha de Sciss desde el principio.
Cuando ya remite el fenómeno, se echará la culpa a un camionero que ha tenido un accidente cerca de uno de los lugares en los que se ha dado.

## Adaptaciones
- 1973: La investigación (Śledztwo): telefilme polaco. Fue estrenado el 23 de junio de 1974.[2][3][4]
  - Dir: Marek Piestrak, que también dirigiría en 1979 Test pilota Pirxa (La prueba del piloto Pirx), adaptación de La prueba, una de las historias de ese personaje.

- 1997: La investigación (Śledztwo): adaptación teatral para la televisión. Fue estrenada el 15 de mayo de 1997.[5]
  - Dir.: Waldemar Krzystek.